# Моди, Нарендра
Наре́ндра Дамодарда́с Мо́ди (англ. Narendra Damodardas Modi, гудж. નરેંદ્ર દામોદરદાસ મોદી, хинди नरेन्द्र दामोदरदास मोदी; род. 17 сентября 1950, Ваднагар, Бомбей) — индийский политический и государственный деятель, премьер-министр Индии с 26 мая 2014 года, лидер Бхаратия джаната парти. В 2001—2014 годах — главный министр штата Гуджарат.

## Биография

### Молодые годы
Нарендра Дамодардас Моди родился 17 сентября 1950 года в городе Ваднагар. Он был третьим из шести детей в семье Дамодардаса Мулчанда Моди (ок. 1915—1989) и его жены Хирабен (1923—2022). В ранней юности Моди начал интересоваться политикой, вступил в ряды Раштрия сваямсевак сангх (РСС). Получил образование политолога.

### Политическая карьера
В 1998 году, по поручению действовавшего тогда лидера Бхаратия джаната парти Лала Кришны Адвани, возглавил избирательную кампанию этой партии в штатах Гуджарат и Химачал-Прадеш. В октябре 2001 года стал главным министром Гуджарата, сменив на этом посту ушедшего в отставку Кешубхая Пателя. В 2007 году был переизбран на третий срок, а в 2012 году — на четвёртый.
Как в Индии, так и за рубежом, Моди считается крайне противоречивой фигурой. Резкую критику вызвали его действия во время Гуджаратского погрома 2002 года. В частности, он обвинялся в непредоставлении защиты индийским мусульманам. Несмотря на это, Моди пользуется огромной поддержкой среди населения Гуджарата. Ему ставится в заслугу бурный экономический рост штата в 2000-е годы. По версии популярного журнала India Today, в 2006 и 2011 гг. Н. Моди был признан лучшим главным министром Индии.

### Деятельность на посту премьер-министра
13 сентября 2013 года Нарендра Моди был назван кандидатом в премьер-министры Индии от Бхаратия джаната парти и возглавил предвыборную кампанию на парламентских выборах 2014 года. По его словам, он провёл 440 встреч с избирателями по всей стране. Кроме того, Моди успешно использовал соцсети, прибегнув даже к трёхмерным голограммам, чтобы «напрямую» общаться с избирателями и в виртуальном пространстве. Программный слоган БДП гласил: «Национализм — наше вдохновение. Развитие и хорошее управление — наша цель».
Голосование на выборах проводилось в девять этапов с 7 апреля по 12 мая, с явкой избирателей в 66,38 %. 16 мая Избирательная комиссия Индии начала подсчёт голосов. По предварительным данным, Бхаратия джаната парти лидировала в 276 избирательных округах из 543, а Национально-демократический альянс — в 331. После того, как предварительный подсчёт голосов показал подавляющее преимущество БДП, представитель Индийского национального конгресса Раджив Шукла от имени партии сказал: «мы признаём поражение. Мы готовы перейти в оппозицию». По подсчётам, БДП может получить 277 мест в новом составе Лок сабхи, при 272 необходимых для простого большинства, а ИНК — около 100 мест. Действующий премьер-министр Индии Манмохан Сингх поздравил Нарендру Моди с победой на выборах. В свою очередь Моди написал в Twitter: «Индия победила! Впереди хорошие дни». По предварительным данным, БДП получит 339 мест в парламенте.
17 мая Нарендра Моди приехал в Дели из Гуджарата для проведения победного парада, завершающегося в штаб-квартире партии. Вдоль пути следования кортежа были выставлены полицейские и части специального назначения. По пути в штаб-квартиру Бхаратия джаната парти люди, собравшиеся вдоль улиц, скандировали его имя, размахивали флагами, осыпали цветами его кортеж, пели и плясали под звуки духового оркестра и национальных флейт. Моди несколько раз выходил из машины, показывая толпе знак «V». В тот же день премьер-министр Индии Манмохан Сингх признал победу Бхаратия джаната парти на состоявшихся выборах и подал в отставку, заявив, что «пытался делать все возможное во время своего служения великому народу» Индии. По окончательным результатам голосования, Объединённый прогрессивный альянс во главе с партией Индийский национальный конгресс победил только в 59 избирательных округах из 543, БДП — в 283 округах, таким образом, получив абсолютное большинство и став первой за 30 лет партией, которая сможет сформировать правительство самостоятельно. Сингх продолжит исполнять обязанности премьера до назначения нового. БДП получила контроль только над нижней палатой парламента, Лок сабхой; в Раджья сабхе у неё всего 46 мандатов из 240 против 68 у ИНК, что даёт последней возможность вето.
19 мая президент России Владимир Путин поздравил Нарендру Моди с победой его партии на выборах.
20 мая Нарендра Моди был выдвинут в премьер-министры Индии от Бхаратия джаната парти. Согласно утверждённой процедуре, ему предстоит встретиться с президентом Индии Пранабом Мукерджи, для прошения формального разрешения возглавить правительство. Ожидалось, что принятие присяги может состояться 24 мая.

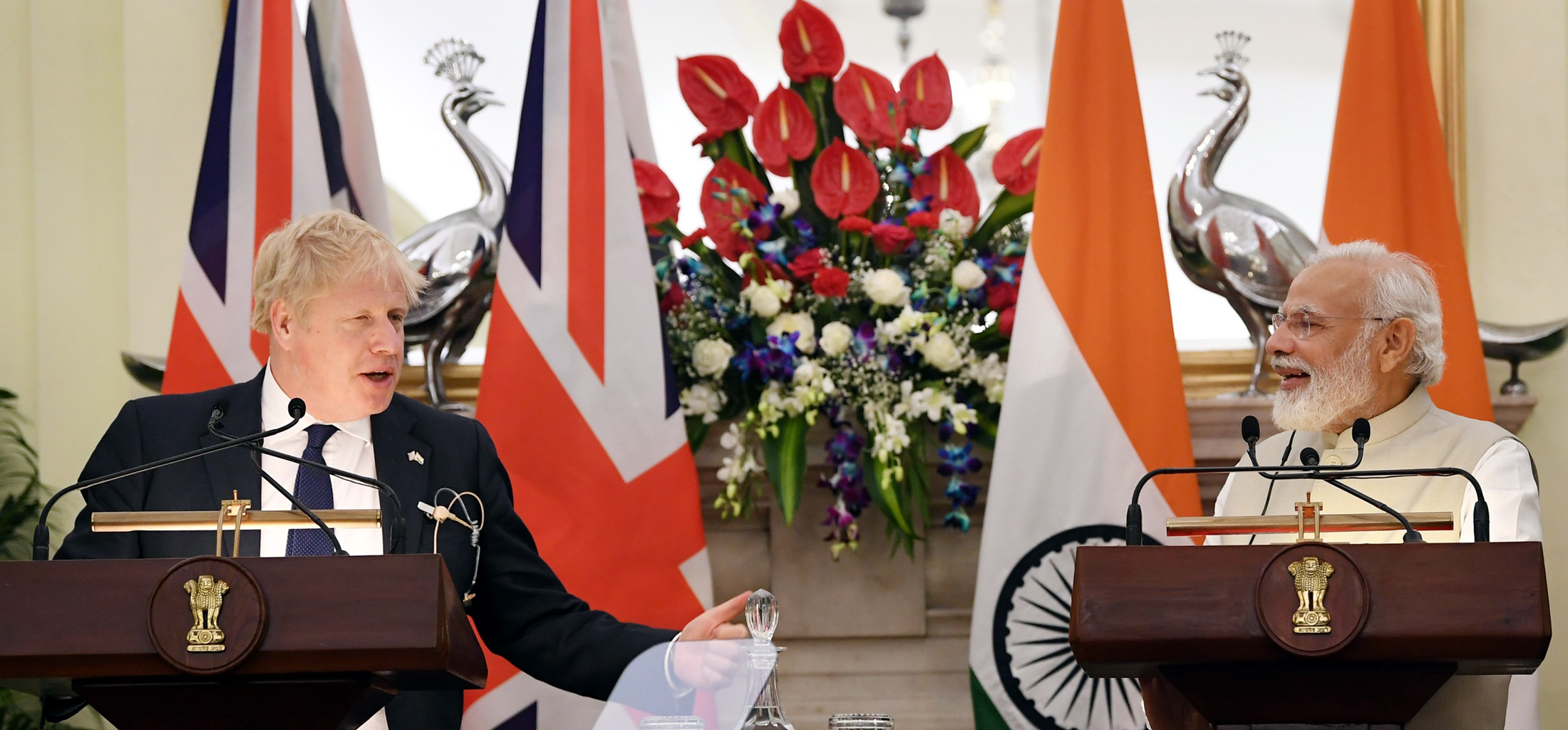
Нарендра Моди и Борис Джонсон, 22 апреля 2022 года

26 мая Нарендра Моди принёс присягу премьер-министра Индии. На торжественной церемонии присутствовали политики и представители иностранных государств, среди которых был премьер-министр Пакистана Наваз Шариф. До сих пор ещё никогда премьер-министры Индии и Пакистана не приезжали на инаугурацию своего коллеги. Кроме него присутствовали лидеры стран, входящих в Южно-Азиатскую ассоциацию регионального сотрудничества (SAARC), а также президенты Афганистана, Шри-Ланки и Мальдив, премьер-министры Непала и Бутана, спикер парламента Бангладеш. Перед началом церемонии принятия присяги в президентском дворце в Дели Наваз Шариф сказал, что избрание Моди открывает возможности для улучшения отношений между двумя странами. На следующий день Моди провёл переговоры с Шарифом, на которых были обсуждены вопросы сотрудничества в различных областях, в частности — в сфере безопасности на границе.

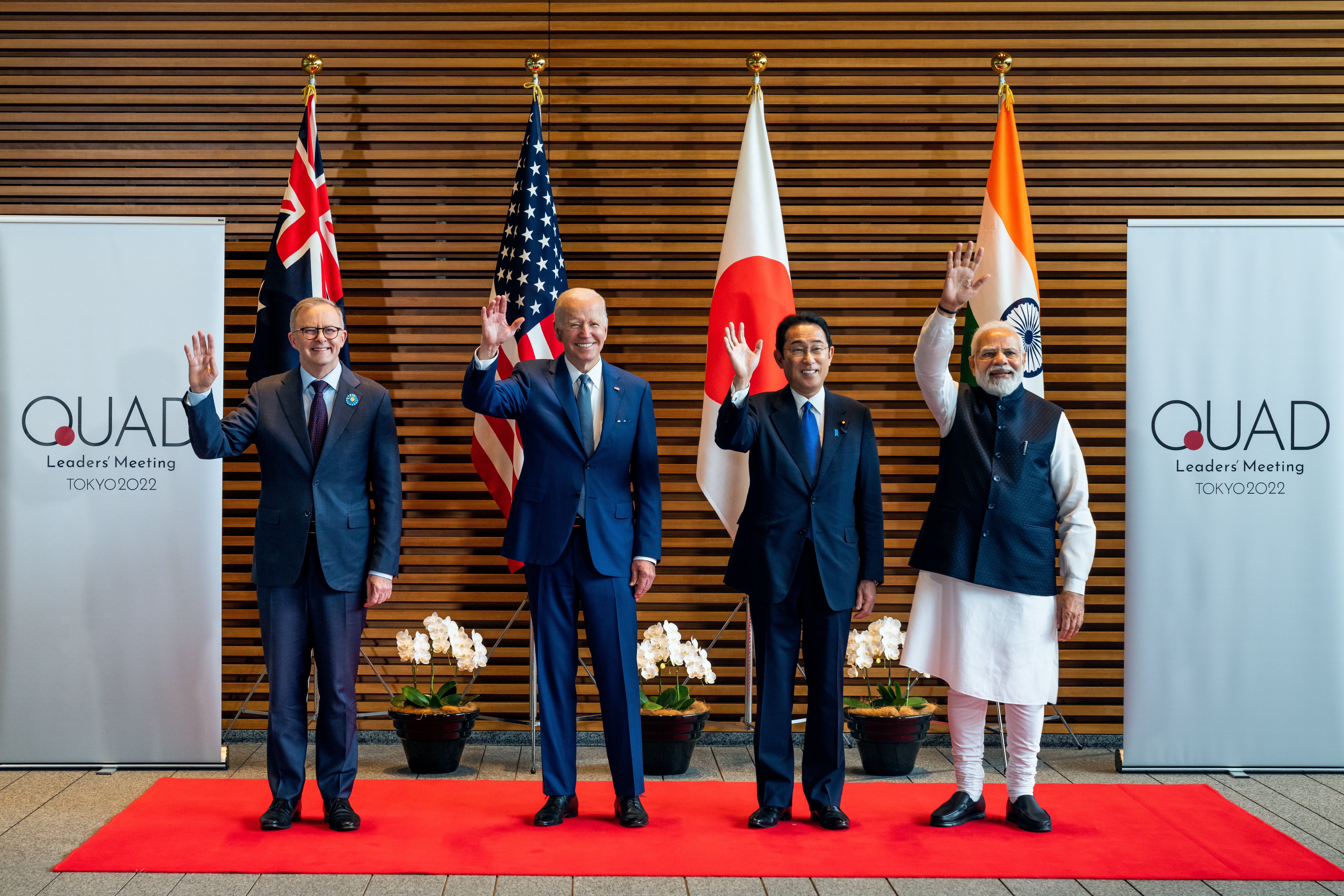
Энтони Альбанезе, Джо Байден, Фумио Кисида и Нарендра Моди, Четырёхсторонний диалог по безопасности, 24 мая 2022 года

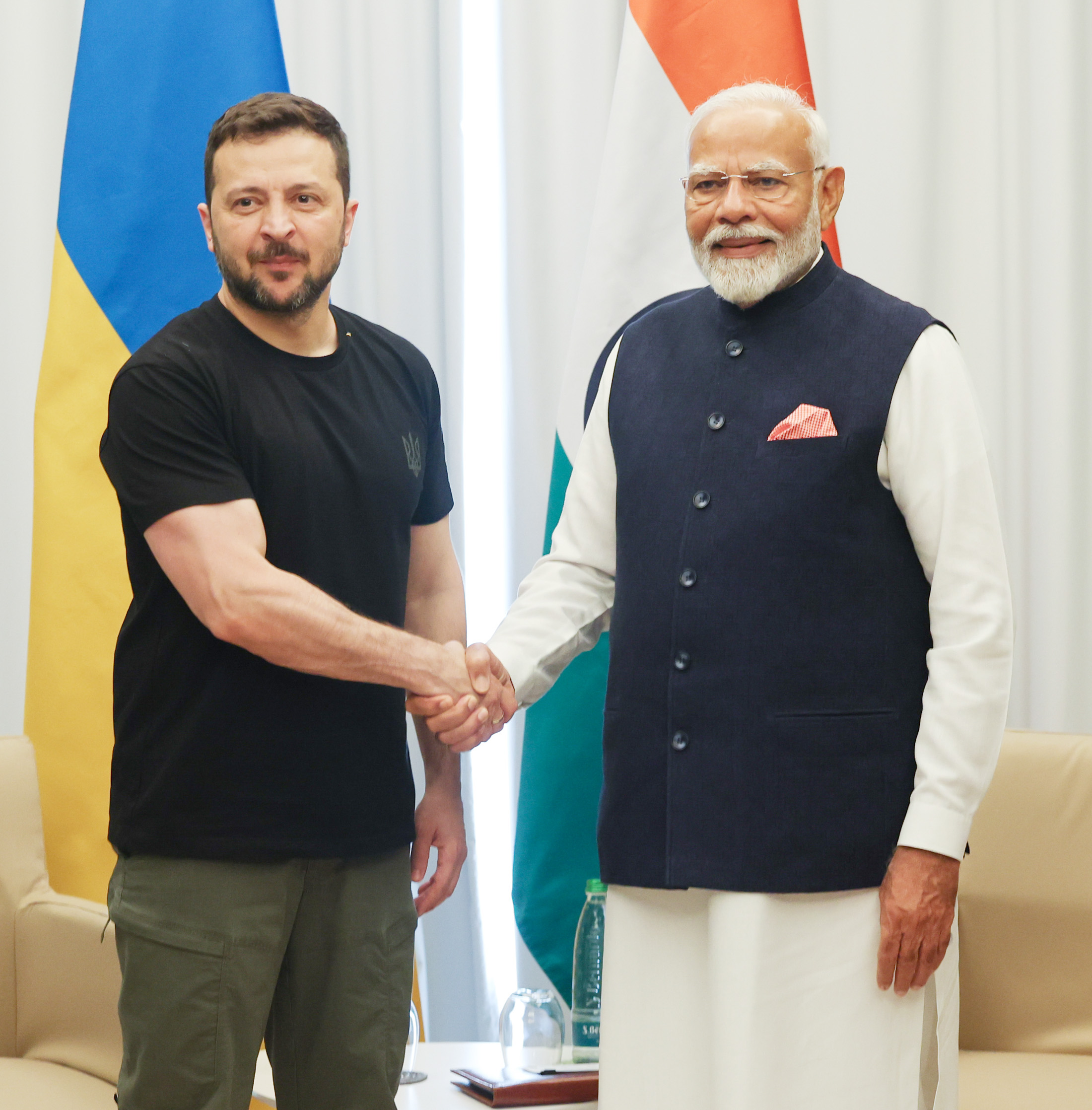
Моди и президент Украины Владимир Зеленский, 14 июня 2024 года

В 2018 году занял 9-ю строчку в рейтинге самых влиятельных людей мира по версии журнала Forbes. Занимал эту же позицию в 2015 и 2016 годах.

В 2022 году в своей статье для «Коммерсанта», приуроченной к началу председательства Индии в G20, Моди заявил, что человечество стало заложником образа мышления, при котором выигрыш одной стороны обязательно связан с проигрышем другой.
Сегодня нам нет необходимости бороться за выживание; наша эра не должна быть эпохой войн!
На выборах в июне 2024 года коалиция Моди получила 292 из 543 мест в нижней палате парламента Индии. По итогам выборов должен быть сформирован новый состав кабинета министров, поэтому Моди подал в отставку вместе со всем действующим кабинетом, и эта отставка была принята президентом Индии; при этом президент попросила весь кабинет министров, включая Моди, продолжить свою деятельность до назначения нового состава правительства. 9 июня Моди принёс присягу и в третий раз стал премьер-министром Индии. Моди стал вторым в стране политиком, который третий раз подряд занял пост главы правительства республики. До него это сделал первый премьер независимой Индии Джавахарлал Неру.

### Критика
Утверждается, что при правлении Моди происходило наступление на все существующие политические механизмы Индии, обеспечивающие ответственность тех, кто находится у власти, что правительство Моди преследовало критиков властей и ограничивало свободу слова. 
Его администрацию критикуют за антидемократическую, по мнению критиков, политику, за то, что она прежде всего отстаивает интересы индуистских националистов, а не занимается экономическим развитием страны.

## Личная жизнь
Нарендра Моди происходит из касты гханчи, занимающей не очень высокое место в социальной иерархии; это каста мелких торговцев, исторически относящаяся к третьей варне вайшьев. В том числе поэтому он сделал ставку на «народный» имидж, стараясь показаться электорату своим человеком, который знаком со всеми проблемами простых людей.
Моди был женат ещё в юности на девушке по имени Джашодабен Чиманлал (ему было 18, ей — 17). Он быстро от неё ушёл и никак не упоминал впоследствии.
Н. Моди активно общается со своими сторонниками в социальных сетях. Число подписчиков его страницы в «Твиттере» по данным на январь 2019 года составляет 45 млн человек. Примечательно, что из политиков больше подписчиков только у Барака Обамы (104,1 млн) и Дональда Трампа (57,2 млн). Моди часто публикует твиты на языке страны, в которую совершает официальный визит.
Является вегетарианцем. Пишет стихи на языке гуджарати.

## Курьёзы
- В 2014 году Нарендра Моди заявил на встрече с медицинскими работниками в одной из больниц Мумбаи, что история о боге Ганеше, который имеет голову слона и тело человека, свидетельствует о существовании в Древней Индии пластической хирургии[61].
- В начале июня 2015 года Нарендра Моди случайно попал в список десяти самых опасных преступников по версии поисковика Google. Его фото появлялось первым в ответ на запрос «Топ-10 преступников в Индии» (Top 10 criminals in India). Руководству поисковой системы пришлось извиниться за «возникшую путаницу и случившееся недоразумение»[62].
- В 2024 году Моди сознался в своей богоизбранности, сказав, что бог Параматма послал его с определённой целью, а также сообщил, что сомневается, что был рождён традиционным способом. «Когда моя мать была жива, я верил, что был рождён биологически. После её смерти, размышляя над всем своим опытом, я был убеждён, что меня послал бог», — заявил он[63][64][65].

## Награды

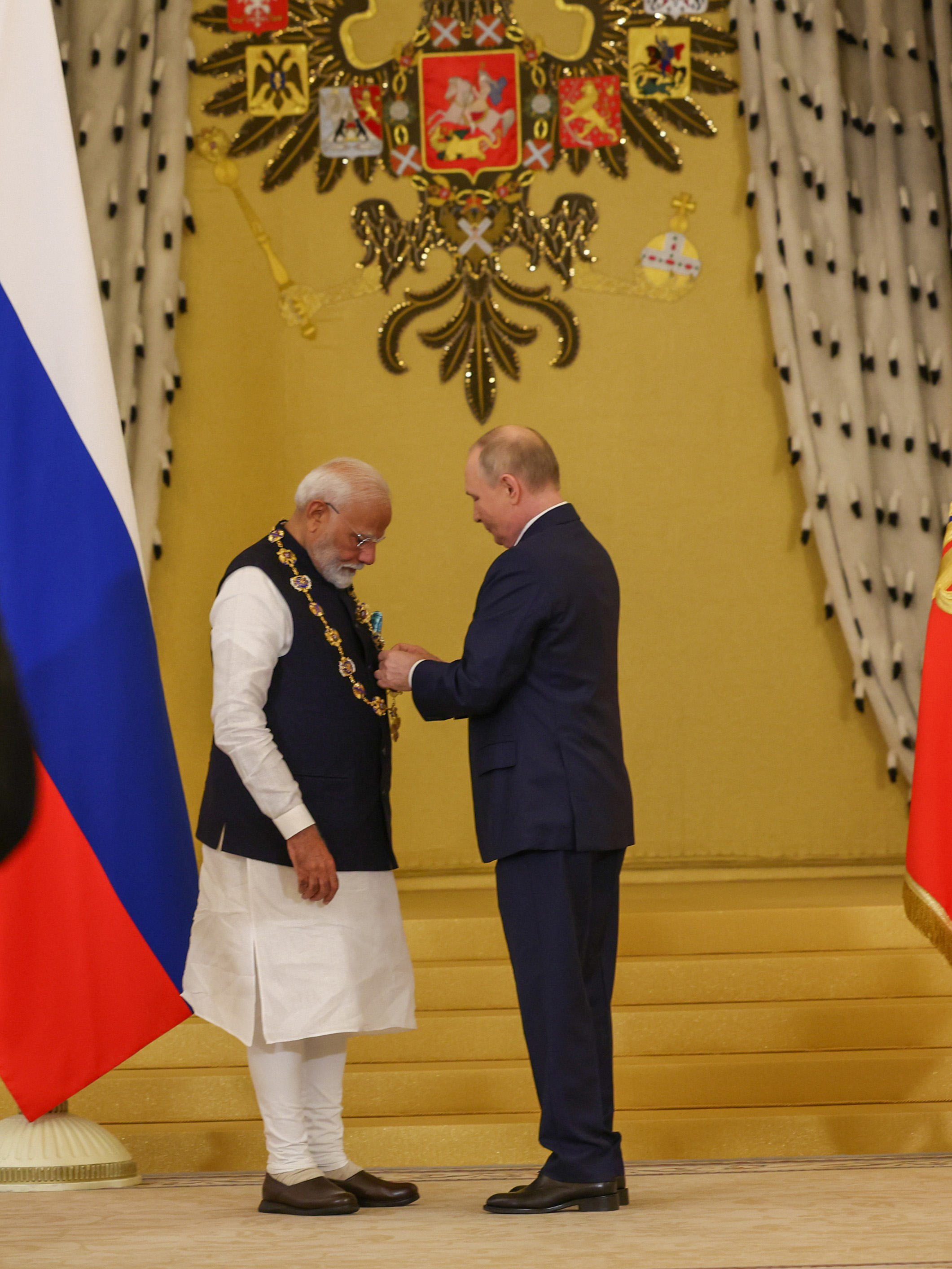
Президент России Владимир Путин вручает Нарендре Моди орден Святого апостола Андрея Первозванного, 9 июля 2024 года

- Большая лента ордена короля Абдель-Азиза (3 апреля 2016 года, Саудовская Аравия)[66]
- Орден «Гази Аманулла-Хан» (4 июня 2016, Афганистан)[67]
- Большая цепь ордена Звезды Палестины (10 февраля 2018, Палестина)[68]
- Орден Заида (4 апреля 2019 года, ОАЭ)[69]
- Орден Святого апостола Андрея Первозванного (12 апреля 2019 года, Россия) — за выдающиеся заслуги в развитии особо привилегированного стратегического партнёрства между Российской Федерацией и Республикой Индией и дружественных связей между российским и индийским народами[70]
- Орден выдающегося правителя Нишана Иззуддина (8 июня 2019 года, Мальдивы)[71]
- Орден Бахрейна 1 класса (24 августа 2019 года, Бахрейн)[72][73]
- Орден «Легион Почёта» класса Главнокомандующего (21 декабря 2020 года, США)[74]
- Орден Драконового короля (17 декабря 2021 года, Бутан)[75]
- Компаньон ордена Фиджи (22 мая 2023 года, Фиджи)[76]
- Гранд-компаньон ордена Логоху (22 мая 2023 года, Папуа — Новая Гвинея)[77]
- Большая цепь ордена Нила (25 июня 2023 года, Египет)[78]
- Кавалер Большого креста ордена Почётного легиона (14 июля 2023 года, Франция)[79]
- Большой крест ордена Почёта (25 августа 2023, Греция)[80]
- Почётная Доминиканская награда (14 ноября 2024, Доминика)[81]
- Великий командор ордена Нигера (17 ноября 2024, Нигерия)[82]
- Орден Превосходства Гайаны (20 ноября 2024, Гайана)[83]
- Орден Свободы Барбадоса (20 ноября 2024, Барбадос)[83]
- Орден Мубарака Великого (22 декабря 2024, Кувейт)[84]
- Орден Звезды и Ключа Индийского океана (11 марта 2025, Маврикий)[85]
- Шри-Ланка Митра Вибхушана (5 апреля 2025, Шри-Ланка)[86]

В декабре 2019 года британская газета Financial Times включила Моди в опубликованный ей список из 50 человек, «определивших облик десятилетия».